# Moggridgea breyeri
Espèce
Moggridgea breyeri est une espèce d'araignées mygalomorphes de la famille des Migidae.

## Distribution
Cette espèce est endémique du Limpopo en Afrique du Sud,.

## Description
Les femelles mesurent de 12,80 à 14,40 mm.

## Publication originale
- Hewitt, 1915 : Descriptions of several new or rare species of Araneae from the Transvaal and neighbourhood. Annals of the Transvaal Museum, vol. 5, no 1, p. 89-100 (texte intégral).